# Ɣ
La gamma latina (Ɣ, minúscula ɣ) es una letra que se utiliza en la escritura de los alfabetos de algunos idiomas de Benín, Ghana y Togo : ahanta, aja-gbe, dagbani, éwé, gen, ikposso, kabiyé y waci ; de Liberia : kpèllé ; de Sudán: dinka ; de Tayikistán y Afganistán : wakhi ; de Canadá: lillooet y en la escritura de lenguas bereberes: cabilio y tuareg en Argelia, tamasheq en Mali y tahoua en Níger. Su minúscula también es utilizada por el Alfabeto Fonético Internacional para la consonante fricativa velar sonora.
Su forma se basa en la gamma minúscula griega. Su forma mayúscula varía según el idioma, puede ser igual que la minúscula pero de mayor tamaño o derivada de la gamma griega mayúscula.

## Uso
La gamma latina fue adoptada como letra por el Instituto Internacional de Lenguas y Civilizaciones Africanas en 1927.
En el alfabeto fonético internacional ⟨ɣ⟩ representa una consonante fricativa velar sonora. Se tomó prestado del alfabeto del Instituto Internacional de Lenguas y Civilizaciones Africanas en 1931, en sustitución de la g barrada ⟨ǥ⟩  desde 1900.

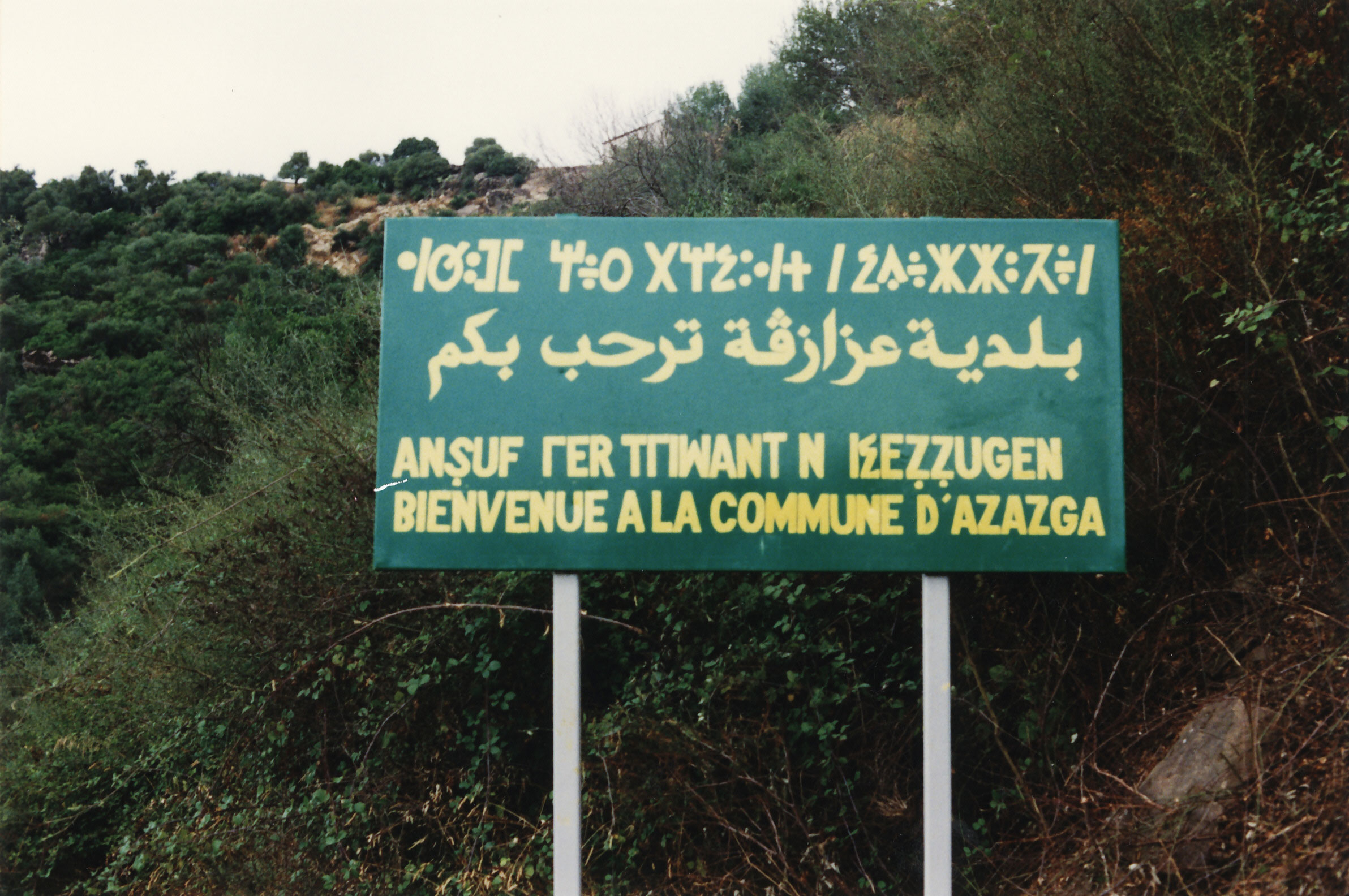
Señal de entrada trilingüe en la comuna de Azazga en Argelia, con la gamma bereber mayúscula

En el alfabeto bereber latino, ⟨ɣ⟩ Representa una consonante fricativa uvular sonora [ʁ]. Su forma mayúscula a veces se basa en la gamma mayúscula griega ⟨Γ⟩.

### Variaciones
| Mayúsculas | Minúsculas | Descripción |
| ---------- | ---------- | --- |
|            |            | Mayúsculas basadas en la minúscula.                                                                            |
|            |            | Mayúsculas basadas en minúsculas pero que permanecen por encima de la línea de base.                           |
|            |            | Mayúscula angular que permanece por encima de la línea de base.                                                |
|            |            | Mayúscula basadas en la gamma griega, a veces utilizadas en el alfabeto latino bereber ( chleuh, rifeño, etc.) |

## Codificación digital
En Unicode, la gamma latina mayúscula Ɣ está codificada en U+0194 y la minúscula ɣ está codificada en U+0263.
| Carácter      | Ɣ                          | Ɣ                          | ɣ                        | ɣ                        |
| ------------- | -------------------------- | -------------------------- | ------------------------ | ------------------------ |
| Unicode       | LATIN CAPITAL LETTER GAMMA | LATIN CAPITAL LETTER GAMMA | LATIN SMALL LETTER GAMMA | LATIN SMALL LETTER GAMMA |
| Codificación  | decimal                    | hex                        | decimal                  | hex                      |
| Unicode       | 404                        | U+0194                     | 611                      | U+0263                   |
| UTF-8         | 198 148                    | C6 94                      | 201 163                  | C9 A3                    |
| Ref. numérica | &#404;                     | &#x194;                    | &#611;                   | &#x263;                  |